# Piletosoma holophaealis
Piletosoma holophaealis là một loài bướm đêm trong họ Crambidae.